# 10934 Pauldelvaux
10934 Pauldelvaux eller 1998 DN34 är en asteroid i huvudbältet som upptäcktes den 27 februari 1998 av den belgiske astronomen Eric W. Elst vid La Silla-observatoriet. Den är uppkallad efter den belgiske målaren Paul Delvaux.
Asteroiden har en diameter på ungefär 17 kilometer.